# Pays de Marsan
Pour les articles homonymes, voir Marsan (homonymie).
Le Pays de Marsan (en gascon : Marsan) est un territoire du département français des Landes, constitutif des Petites-Landes. Sa capitale historique est Mont-de-Marsan.

## Présentation
L'actuel pays de Marsan a pour origines l'ancienne vicomté de Marsan en Gascogne, établie à la fin du Xe siècle comme plusieurs vicomtés gasconnes. Situé sur le bassin de la Douze et du Midou, il comprend le bassin supérieur de la Midouze et est délimité au sud par l'Adour et la Chalosse, au sud-est par le Tursan, à l'est par le Bas-Armagnac, au nord par la Haute Lande, à l'ouest par l'Aguais.

### Étymologie
L'origine du nom Marsan est controversée. Certains y voient le souvenir d'un temple dédié au dieu Mars, que les romains auraient élevé sur un coteau dominant l'actuelle ville de Mont-de-Marsan : Mons Martiani. Cette hypothèse est sans fondement archéologique.
L'explication la plus plausible semble être la suivante : Marsan viendrait de ar : eau tranquille ou marais, ou de aar : rivière, et de an  : contrée ou pays.

### Toponymie
- Bretagne-de-Marsan
- Mont-de-Marsan
- Villeneuve-de-Marsan

## Histoire

### Origines
A la fin du Xe siècle, la vicomté de Marsan arrive sur la scène de la Gascogne, dans un contexte de morcellement féodal. Elle apparaît à peu près à la même époque que les vicomtés voisines de Dax et de Tartas à l'ouest, de Béarn au sud, de Gabardan et le comté d'Armagnac à l'est. Pour des raisons pratiques d'appropriation des terres naissent en effet à cette époque des seigneuries, vicomtés, baronnies, qui fragmentent les territoires des grands féaux. Mais faute d'archives, on ignore les conditions de la création de ces vicomtés et en particulier si les vicomtes sont les héritiers des comtes et ducs de Gascogne, qui auraient eu plusieurs enfants qui se seraient partagé le territoire, ou des personnes importantes localement sur lesquelles les ducs de Gascogne se sont appuyées pour administrer leurs terres.
Ce que l'on sait en revanche, c'est qu'entre la fin du Xe siècle et le début du XIe siècle, le duc Guillaume Sanche puis ses fils Bernard Sanche et Sanche Guillaume reprennent en main la Gascogne et lancent avec l'Église catholique une politique de fondation de monastères pour mailler le territoire afin de l'administrer. On ignore en revanche si Guillaume Sanche a volontairement créé les vicomtés en s'appuyant sur de grands personnages ou s'il a été contraint d'accepter par la force des choses de coopérer avec de puissantes familles à qui il aurait donné le titre de vicomte pour les récompenser de leur loyauté.

### Limites
On connaît mal les limites territoriales de la vicomté à ses débuts. Elles sont en revanche décrites avec précision dans une correspondance du XIIIe siècle de la vicomtesse Constance de Moncade à son suzerain, le duc d'Aquitaine et roi d'Angleterre : au sud, elle s'arrête à Aire-sur-l'Adour, Duhort-Bachen, Renung et Larrivière-Saint-Savin ; au nord, elle est limitée par la seigneurie de l'Albret landais (centrée sur Labrit, Le Sen et Vert), les paroisses de Lencouacq, Bourriot-Bergonce, Retjons (ligne de séparation des bassins versants de l'Adour et de la Garonne : plus au nord commence le Bazadais) ; au-delà de Retjons et de Vielle-Soubiran commence la vicomté de Gabardan, dont la vicomté de Marsan est séparée jusqu'au XIIIe siècle.

### Défense
À la fin du Xe siècle, les vicomtes de Marsan s'établissent dans leur château de Marsan à Roquefort, dont ils font le siège de leur vicomté. Le castelnau se dote de murailles et d'un deuxième château fort, appelé château de Foix.
Au XIe siècle apparaissent les mottes castrales, symbolisant par leur élévation l'autorité des nobliaux qui y vivent. À partir du XVe siècle, ces mottes ne sont plus habitées, les châtelains ayant peu à peu évolué vers des logis plus confortables en pierre. Il existe une cinquantaine de mottes en Marsan, notamment à Artassenx, Castandet, Lamensans, Renung, Geloux, Uchacq, Lucbardez, Canenx, Maillères ou l'enceinte médiévale de Castets à Bougue, .
Au XIIe siècle, le vicomte Pierre de Marsan lance la construction du château Vieux qui devient le nouveau centre politique de sa vicomté et le noyau du bourg castral de Mont-de-Marsan. La ville renforce ses défenses par des murailles, des maisons fortes, et un deuxième château fort, appelé château de Nolibos.
Entre les XIIIe et XIVe siècles, des bastides sont fondées selon des plans offrant un système de défense à leurs habitants pour les protéger des troubles liés à la guerre de Cent Ans. C'est notamment le cas de Saint-Gein (vers 1284), Cazères-sur-l'Adour (1314), Grenade-sur-l'Adour (1322) et Hontanx (1331).

### Route de Saint-Jacques
Le pèlerinage de Saint-Jacques de Compostelle se développant, abbayes et ordres monastiques édifient à partir du XIe siècle des sanctuaires, commanderies ou petits hôpitaux le long du parcours, constituant autant de relais distants de dix à quinze kilomètres les uns des autres et permettant au pèlerin de faire un halte pour y soigner ses plaies (notamment aux pieds), s'y reposer, manger ou y passer la nuit. Les paroisses se lancent quant à elles dans un trafic de reliques des saints pour y attirer le plus grands nombres de visiteurs.
La voie Limousine des chemins de Compostelle conduit le pèlerin du Moyen Age parti de Vézelay jusqu'au Pyrénées. Cet itinéraire, au sortir de Bazas, traverse la vicomté de Marsan jusqu'aux confins de la Chalosse, où le pèlerin peut se recueillir sur les reliques de saint Sever dans l'abbaye du même nom. La Via publica ou Strata publica sancti Jacobi est la route principalement utilisée entre les XIIIe et XIVe siècles, dont de nombreuses sections ont de nos jours disparu. Au-delà de Bazas et de Captieux, l'entrée dans la vicomté se fait par deux itinéraires possibles :
- l'un passe par la commanderie hospitalière de Bessaut (Lencouacq), la chapelle Saint-Leu sur la route de Cachen, l'église de Maillères, un hôpital au lieudit Séouguès à Réaut, Saint-Avit, Lucbardez, l'hôpital Sainte-Anne de Capcornau sur la paroisse de Saint-Martin-de-Nonères et Mont-de-Marsan.
- l'autre passe par la chapelle de Lugaut (Retjons), l'église Sainte-Marie (Roquefort), l'église Saint-Laurent de Corbleu (Pouydesseaux), l'église Sainte-Marie (Bostens), Gaillères, Bougue, l'église Notre-Dame de l'Assomption de Beaussiet (Mazerolles).

Sur la paroisse de Saint-Martin-de-Nonères se trouve au Moyen Âge le petit hôpital de la commanderie Sainte-Anne du Capcornau relevant de l'Ordre des Hospitaliers. Situé à l'emplacement de l'actuel hôpital Sainte-Anne, il constitue la dernière étape à l'approche de Mont-de-Marsan. Le pèlerin franchit ensuite la Douze par le pont à péage de la May de Diù. Il arrive à hauteur de la porte de Roquefort, à l'extérieur des murs de la ville, où il est accueilli en un prieuré rattaché à l'abbaye de La Sauve-Majeure, qui sera remplacé par l'hôpital Saint-Jacques, connu depuis 1266. En 1275, l'évêque d'Aire retire cet hôpital aux hospitaliers et en donne les droits aux religieuses de Beyries, qui y fondent le premier couvent des Clarisses de Mont-de-Marsan. La porte de Roquefort franchie, le pèlerin est à l'intérieur des murs de la ville et se rend à la chapelle du prieuré bénédictins dépendant de l'abbaye de Saint-Sever où sera bâtie l'église de la Madeleine en 1829. Vers la fin du XIIe siècle ou début du XIIIe siècle, un petit hôpital, sans doute d'origine privée, existe à la porte de Campet. Au sud du Midou, le pèlerin quitte la ville par la porte de Saint-Sever. Il peut faire étape à l'hôpital Saint-Jean-du-Bourg, devant le couvent des Cordeliers, édifié vers 1260. Il poursuit sa route en direction du Sablar vers l'église de Saint-Pierre-du-Mont ou de Saint-Genès-des-Vallées, laisse à l'ouest la forêt de Haut-Mauco qui a mauvaise réputation, bifurque à hauteur du lieudit L'Espitaou à Benquet en direction de l'église Saint-Jean ou celle de Saint-Christau, longue l'enceinte de Castet-Charlat à Bas-Mauco pour atteindre l'église Saint-Jean de Péré au pied de Saint-Sever.

### Chronologie
Historiquement, la chronologie du Pays de Marsan est à rapprocher à celle de la Gascogne puis du duché d'Aquitaine :
- fin du Xe siècle : création de la vicomté, seigneurie des vicomtes du Marsan, centrée à l'origine sur leur château de Marsan à Roquefort. La vicomté dépend alors du duché de Gascogne.
- 1063 : à l'issue de la bataille de La Castelle, la Gascogne, et par voie de conséquence la vicomté, sont rattachées au duché d'Aquitaine, relevant alors du royaume de France.
- 1133-1144 : fondation de Mont-de-Marsan par le vicomte Pierre de Marsan. Il réside dans son château Vieux, qui devient le centre politique de la vicomté.
- 1154 : Henri Plantagenêt, époux de la duchesse Aliénor d'Aquitaine, devient le roi Henri II d'Angleterre. La vicomté, dépendant du duché d'Aquitaine, se retrouve de fait sous administration. anglaise. Le roi d'Angleterre installe non pas une armée d'occupation mais un sénéchal à Bordeaux et des prévôts pour administrer les petites régions, mais pas en Marsan : la vicomté reste donc directement administrée par ses vicomtes successifs, qui rendent hommage au roi d'Angleterre tout en conservant une indépendance relative[3].
- 1346 : Gaston Fébus reçoit du roi Philippe IV le Bel le titre de lieutenant général pour défendre les frontières du Marsan et du Gabardan. En 1364, il fait du Béarn et du Marsan des principautés souveraines[11].
- 1453 : fin de la guerre de Cent Ans et de l'administration anglaise du duché d'Aquitaine.
- 1479 : François Fébus accède au trône du royaume de Navarre, auquel la vicomté se retrouve rattachée.
- 1517 : la maison d'Albret prend possession du Marsan. Mont-de-Marsan devient une place forte huguenote et subit les troubles des guerres de religion[4].
- 1583 : Henri III de Navarre, le futur roi Henri IV s'empare définitivement de Mont-de-Marsan.
- 1607 : le roi Henri IV fait rentrer ses domaines, dont la vicomté de Marsan, dans le domaine de la Couronne.
- 1627 : Louis XIII et Richelieu font démanteler les fortifications de Mont-de-Marsan, notamment le château de Nolibos, afin d'éviter que la cité ne devienne une place forte protestante comme La Rochelle[4].
- 1790 : création des départements français, Mont-de-Marsan devient la préfecture des Landes.